# Elisângela Adriano
Elisângela Maria Adriano (ur. 27 lipca 1972 w São Paulo) – brazylijska lekkoatletka specjalizująca się w pchnięciu kulą oraz rzucie dyskiem.
Zdobywczyni piętnastu złotych medali mistrzostw Ameryki Południowej i pięciu złotych medali mistrzostw ibero-amerykańskich. Dwukrotna medalistka igrzysk panamerykańskich oraz złota medalistka igrzysk Luzofonii. Trzykrotna uczestniczka igrzysk olimpijskich (Atlanta, Ateny, Pekin), reprezentantka kraju w dziesięciu edycjach mistrzostw świata (w tym finalistka zmagań z 2003 i 2005 roku), dwukrotna uczestniczka halowych mistrzostw świata. Rekordzistka kontynentu w konkurencji pchnięcia kulą.
Wielokrotna mistrzyni Ameryki Południowej w kategoriach wiekowych U-18 oraz U-20. Medalistka mistrzostw panamerykańskich U-20. Finalistka mistrzostw świata juniorów.

## Przebieg kariery
W 1988 roku zdobyła medale mistrzostw Ameryki Południowej w kategorii wiekowej zarówno U-18, jak i U-20 (na tych pierwszych otrzymała złoty medal w konkurencji pchnięcia kulą). Dwa lata później została dwukrotną mistrzynią kontynentu juniorów, medale otrzymała w konkurencji pchnięcia kulą i rzutu dyskiem. W tychże konkurencjach startowała podczas mistrzostw świata juniorów w Płowdiwie, do finału zakwalifikowała się w pchnięciu kulą, kończąc zmagania na 10. miejscu.
W 1991 roku otrzymała srebrny medal seniorskich mistrzostw Ameryki Południowej w pchnięciu kulą, także w tej konkurencji startowała w ramach mistrzostw świata w Tokio – odpadła w eliminacjach, zajmując w tej fazie 11. miejsce w grupie. Dwa lata później po raz pierwszy w karierze została mistrzynią Ameryki Południowej, złoto wywalczyła w konkurencji pchnięcia kulą, ponadto na tym samym czempionacie sięgnęła po srebrny medal w rzucie dyskiem.
W trakcie rozgrywanych w Atlancie igrzysk olimpijskich zajęła w eliminacjach pchnięcia kulą 11. miejsce w grupie z wynikiem 16,49 m – zbyt słabym, aby zakwalifikować się do finału zmagań.
Bardziej udany start w tej samej konkurencji miała w trakcie światowego halowego czempionatu w Paryżu, wówczas awansowała do finału, który ukończyła na 11. miejscu. Rok po olimpijskich zmaganiach zdobyła także dwa złote medale mistrzostw kontynentu, zarówno w konkurencji pchnięcia kulą, jak i w konkurencji rzutu dyskiem – w obu startach ustanowiła również nowe rekordy czempionatu. Za stosowanie dopingu została zawieszona latem 1999 roku na okres jednego roku, jak również odebrano jej złoty medal igrzysk panamerykańskich wywalczony w konkurencji rzutu dyskiem. Do rywalizacji w międzynarodowych imprezach lekkoatletycznych wróciła, biorąc udział w mistrzostwach Ameryki Południowej w Manaus w 2001 roku, zdobywając na nich tytuły mistrzowskie w pchnięciu kulą i rzucie dyskiem. W 2003 roku otrzymała srebrny medal igrzysk panamerykańskich w konkurencji pchnięcia kulą, a także wystartowała w światowym czempionacie – na nich zajęła 9. miejsce w finale zmagań w konkurencji pchnięcia kulą oraz odpadła w eliminacjach w konkurencji rzutu dyskiem (zajęła 9. miejsce w grupie).
Brała udział w rozgrywanych w Atenach igrzyskach olimpijskich, w ich trakcie startowała w konkurencjach pchnięcia kulą oraz rzutu dyskiem. W pierwszej z konkurencji odpadła w eliminacjach, uzyskując rezultat 17,44 m i zajmując 8. miejsce w grupie (zajęła też 17. miejsce w gronie wszystkich kulomiotek, po dyskwalifikacji za doping Swietłany Kriwielowej awansowała w tej klasyfikacji na 16. miejsce), w drugiej zaś osiągnęła w eliminacjach rezultat 58,13 m i również nie awansowała do finału – w grupie wywalczyła 13. miejsce, a w gronie wszystkich dyskobolek 25. miejsce (w dniu rozgrywania zawodów zajęła 26. miejsce w tejże klasyfikacji, awansowała o pozycję wyżej po dyskwalifikacji Iryny Jatczanki za stosowanie dopingu).
W 2007 roku otrzymała drugi w karierze medal igrzysk panamerykańskich, wówczas w konkurencji rzutu dyskiem zdobyła brązowy medal. W czasie igrzysk olimpijskich w Pekinie startowała jedynie w konkurencji rzutu dyskiem – odpadła w eliminacjach, uzyskując rezultat 58,84 m plasujący zawodniczkę na 11. miejscu w grupie i 19. miejscu w gronie wszystkich dyskobolek (po dyskwalifikacji Yarelis Barrios za doping awansowała w obu klasyfikacjach o pozycję wyżej). W 2009 roku zdobyła piętnasty i ostatni w karierze złoty medal mistrzostw kontynentu, tytuł mistrzowski otrzymała w konkurencji rzutu dyskiem. Po raz ostatni w zawodach lekkoatletycznych wystąpiła w czerwcu 2013 roku podczas mistrzostw kraju, na których wywalczyła 4. miejsce w konkursie rzutu dyskiem.

## Osiągnięcia
| Rok     | Zawody                                             | Miasto            | Miejsce | Konkurencja    | Wynik |
| ------- | -------------------------------------------------- | ----------------- | ------- | -------------- | ----- |
| 1988    | Mistrzostwa Ameryki Południowej juniorów           | Cubatão           | brąz    | pchnięcie kulą | 13,04 |
| 1988    | Mistrzostwa Ameryki Południowej juniorów młodszych | Cuenca            | złoto   | pchnięcie kulą | 12,85 |
| 1988    | Mistrzostwa Ameryki Południowej juniorów młodszych | Cuenca            | srebro  | rzut dyskiem   | 42,60 |
| 1989    | Mistrzostwa Ameryki Południowej juniorów           | Montevideo        | brąz    | pchnięcie kulą | 14,40 |
| 1989    | Mistrzostwa Ameryki Południowej juniorów           | Montevideo        | złoto   | rzut dyskiem   | 42,70 |
| 1989    | Mistrzostwa panamerykańskie juniorów               | Santa Fe          | brąz    | pchnięcie kulą | 13,16 |
| 1990    | Mistrzostwa Ameryki Południowej juniorów           | Bogota            | złoto   | pchnięcie kulą | 16,06 |
| 1990    | Mistrzostwa Ameryki Południowej juniorów           | Bogota            | złoto   | rzut dyskiem   | 48,18 |
| 1990    | Mistrzostwa świata juniorów                        | Płowdiw           | 10.     | pchnięcie kulą | 15,03 |
| 1990    | Mistrzostwa świata juniorów                        | Płowdiw           | 19. H   | rzut dyskiem   | 47,10 |
| 1990    | Mistrzostwa ibero-amerykańskie                     | Manaus            | złoto   | pchnięcie kulą | 16,65 |
| 1991    | Mistrzostwa Ameryki Południowej juniorów           | Asunción          | złoto   | pchnięcie kulą | 16,12 |
| 1991    | Mistrzostwa Ameryki Południowej juniorów           | Asunción          | złoto   | rzut dyskiem   | 51,06 |
| 1991    | Mistrzostwa Ameryki Południowej                    | Manaus            | srebro  | pchnięcie kulą | 16,04 |
| 1991    | Mistrzostwa panamerykańskie juniorów               | Kingston          | brąz    | pchnięcie kulą | 15,71 |
| 1991    | Mistrzostwa panamerykańskie juniorów               | Kingston          | srebro  | rzut dyskiem   | 51,40 |
| 1991    | Mistrzostwa świata                                 | Tokio             | 11. H   | pchnięcie kulą | 15,93 |
| 1992    | Mistrzostwa ibero-amerykańskie                     | Sewilla           | srebro  | pchnięcie kulą | 50,64 |
| 1993    | Mistrzostwa Ameryki Południowej                    | Lima              | złoto   | pchnięcie kulą | 16,47 |
| 1993    | Mistrzostwa Ameryki Południowej                    | Lima              | srebro  | rzut dyskiem   | 53,16 |
| 1993    | Mistrzostwa świata                                 | Stuttgart         | 12. H   | pchnięcie kulą | 16,41 |
| 1994    | Mistrzostwa ibero-amerykańskie                     | Mar del Plata     | srebro  | pchnięcie kulą | 16,77 |
| 1995    | Mistrzostwa Ameryki Południowej                    | Manaus            | złoto   | pchnięcie kulą | 17,37 |
| 1996    | Mistrzostwa ibero-amerykańskie                     | Medellín          | srebro  | pchnięcie kulą | 17,90 |
| 1996    | Mistrzostwa ibero-amerykańskie                     | Medellín          | srebro  | rzut dyskiem   | 57,10 |
| 1996    | Igrzyska olimpijskie                               | Atlanta           | 11. H   | pchnięcie kulą | 16,49 |
| 1997    | Halowe mistrzostwa świata                          | Paryż             | 11.     | pchnięcie kulą | 17,45 |
| 1997    | Mistrzostwa Ameryki Południowej                    | Mar del Plata     | złoto   | pchnięcie kulą | 18,16 |
| 1997    | Mistrzostwa Ameryki Południowej                    | Mar del Plata     | złoto   | rzut dyskiem   | 58,46 |
| 1997    | Mistrzostwa świata                                 | Ateny             | 8. H    | pchnięcie kulą | 17,71 |
| 1997    | Mistrzostwa świata                                 | Ateny             | 9. H    | rzut dyskiem   | 57,88 |
| 1997    | Uniwersjada                                        | Katania           | 5.      | pchnięcie kulą | 17,88 |
| 1997    | Uniwersjada                                        | Katania           | 5.      | rzut dyskiem   | 57,56 |
| 1998    | Mistrzostwa ibero-amerykańskie                     | Lizbona           | złoto   | pchnięcie kulą | 18,38 |
| 1998    | Mistrzostwa ibero-amerykańskie                     | Lizbona           | srebro  | rzut dyskiem   | 58,94 |
| 1998    | Puchar Świata                                      | Johannesburg      | 8.      | rzut dyskiem   | 51,26 |
| 1999    | Mistrzostwa Ameryki Południowej                    | Bogota            | złoto   | pchnięcie kulą | 19,02 |
| 1999    | Mistrzostwa Ameryki Południowej                    | Bogota            | złoto   | rzut dyskiem   | 60,27 |
| 1999    | Uniwersjada                                        | Palma de Mallorca | brąz    | pchnięcie kulą | 18,17 |
| 1999    | Uniwersjada                                        | Palma de Mallorca | brąz    | rzut dyskiem   | 62,23 |
| 1999    | Igrzyska panamerykańskie                           | Winnipeg          | 4.      | pchnięcie kulą | 18,00 |
| 1999    | Igrzyska panamerykańskie                           | Winnipeg          | 1.      | rzut dyskiem   | 60,92 |
| 1999    | Mistrzostwa świata                                 | Sewilla           | DNS H   | rzut dyskiem   | N/A   |
| 2001    | Mistrzostwa Ameryki Południowej                    | Manaus            | złoto   | pchnięcie kulą | 17,93 |
| 2001    | Mistrzostwa Ameryki Południowej                    | Manaus            | złoto   | rzut dyskiem   | 58,40 |
| 2001    | Mistrzostwa świata                                 | Edmonton          | 11.     | pchnięcie kulą | 18,06 |
| 2002    | Mistrzostwa ibero-amerykańskie                     | Gwatemala         | brąz    | pchnięcie kulą | 16,63 |
| 2002    | Mistrzostwa ibero-amerykańskie                     | Gwatemala         | złoto   | rzut dyskiem   | 58,20 |
| 2003    | Mistrzostwa Ameryki Południowej                    | Barquisimeto      | złoto   | pchnięcie kulą | 18,34 |
| 2003    | Mistrzostwa Ameryki Południowej                    | Barquisimeto      | złoto   | rzut dyskiem   | 58,37 |
| 2003    | Igrzyska panamerykańskie                           | Santo Domingo     | srebro  | pchnięcie kulą | 18,48 |
| 2003    | Mistrzostwa świata                                 | Paryż             | 9.      | pchnięcie kulą | 18,11 |
| 2003    | Mistrzostwa świata                                 | Paryż             | 9. H    | rzut dyskiem   | 57,69 |
| 2003    | Światowy Finał IAAF                                | Monako            | 7.      | pchnięcie kulą | 17,92 |
| 2004    | Halowe mistrzostwa świata                          | Budapeszt         | 8. H    | pchnięcie kulą | 16,64 |
| 2004    | Mistrzostwa ibero-amerykańskie                     | Huelva            | brąz    | pchnięcie kulą | 17,79 |
| 2004    | Mistrzostwa ibero-amerykańskie                     | Huelva            | 4.      | rzut dyskiem   | 57,21 |
| 2004    | Igrzyska olimpijskie                               | Ateny             | 8. H    | pchnięcie kulą | 17,44 |
| 2004    | Igrzyska olimpijskie                               | Ateny             | 13. H   | rzut dyskiem   | 58,13 |
| 2005    | Mistrzostwa świata                                 | Helsinki          | 10. H   | pchnięcie kulą | 16,94 |
| 2006    | Mistrzostwa ibero-amerykańskie                     | Ponce             | złoto   | pchnięcie kulą | 16,99 |
| 2006    | Mistrzostwa ibero-amerykańskie                     | Ponce             | złoto   | rzut dyskiem   | 58,67 |
| 2006    | Mistrzostwa Ameryki Południowej                    | Tunja             | złoto   | pchnięcie kulą | 17,37 |
| 2006    | Mistrzostwa Ameryki Południowej                    | Tunja             | złoto   | rzut dyskiem   | 56,18 |
| 2007    | Mistrzostwa Ameryki Południowej                    | São Paulo         | złoto   | pchnięcie kulą | 17,41 |
| 2007    | Mistrzostwa Ameryki Południowej                    | São Paulo         | złoto   | rzut dyskiem   | 59,85 |
| 2007    | Igrzyska panamerykańskie                           | Rio de Janeiro    | 6.      | pchnięcie kulą | 17,73 |
| 2007    | Igrzyska panamerykańskie                           | Rio de Janeiro    | brąz    | rzut dyskiem   | 60,27 |
| 2007    | Mistrzostwa świata                                 | Osaka             | 11. H   | pchnięcie kulą | 17,07 |
| 2007    | Mistrzostwa świata                                 | Osaka             | 9. H    | rzut dyskiem   | 57,21 |
| 2007    | Światowy Finał IAAF                                | Stuttgart         | 8.      | rzut dyskiem   | 54,10 |
| 2008    | Mistrzostwa ibero-amerykańskie                     | Iquique           | brąz    | rzut dyskiem   | 52,82 |
| 2008    | Igrzyska olimpijskie                               | Pekin             | 10. H   | rzut dyskiem   | 58,84 |
| 2009    | Mistrzostwa Ameryki Południowej                    | Lima              | srebro  | pchnięcie kulą | 16,63 |
| 2009    | Mistrzostwa Ameryki Południowej                    | Lima              | złoto   | rzut dyskiem   | 61,00 |
| 2009    | Igrzyska Luzofonii                                 | Lizbona           | złoto   | pchnięcie kulą | 17,02 |
| 2009    | Mistrzostwa świata                                 | Berlin            | 15. H   | rzut dyskiem   | 55,75 |
| 2010    | Mistrzostwa ibero-amerykańskie                     | San Fernando      | brąz    | rzut dyskiem   | 58,86 |
| 2011    | Mistrzostwa Ameryki Południowej                    | Buenos Aires      | srebro  | pchnięcie kulą | 16,55 |
| 2011    | Mistrzostwa świata                                 | Daegu             | 11. H   | rzut dyskiem   | 56,45 |
| 2011    | Igrzyska panamerykańskie                           | Guadalajara       | 8.      | rzut dyskiem   | 54,08 |
| Źródło: |                                                    |                   |         |                |       |

W latach 1998–2009 zdobyła 21 tytułów mistrzyni kraju.

## Rekordy życiowe
- pchnięcie kulą – 19,30 (14 lipca 2001, Tunja)
- rzut dyskiem – 62,00 (23 lipca 2011, São Caetano do Sul)